# Oculophryxus bicaulis
Oculophryxus bicaulis is een pissebed uit de familie Dajidae. De wetenschappelijke naam van de soort is voor het eerst geldig gepubliceerd in 1996 door Shields & Gómez-Gutiérrez.